# Antônio Augusto Nóbrega Fontes

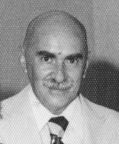
Antônio Augusto Nóbrega Fontes

Antônio Augusto Nóbrega Fontes (São Francisco do Sul, 26 de dezembro de 1923 – Rio de Janeiro, 23 de outubro de 1986) foi um folclorista e animador cultural brasileiro.

## Biografia
Filho de Emmanuel da Silva Fontes e Maria Gomes Nóbrega que ainda geraram suas irmãs, Maria do Carmo Fontes Molleri e Beatriz Nóbrega Fontes, nessa boda. Era sobrinho do Desembargador Henrique da Silva Fontes e do Cônego Tomás Adalberto da Silva Fontes. Nóbrega Fontes ou “Fontes”, como era mais comumente conhecido, cursou suas primeiras letras no Colégio São José, em Itajaí, entre 1931 e 1935 e, posteriormente, o antigo ginasial, entre 1936 e 1940, e o Curso Complementar Pré-Jurídico, entre 1941 e 1942, no Colégio Catarinense, em Florianópolis.  Iniciou o Curso de Direito na Faculdade de Direito de Santa Catarina no ano de 1943, tendo trancado a matrícula nesse mesmo ano. Frequentou o Tiro de Guerra 40 em Florianópolis em 1941.
Assinou contrato de trabalho como aprendiz com o Banco do Brasil em Joinville em 1943, sendo efetivado como escriturário no ano de 1944. Em 1947 foi morar no Rio de Janeiro. Sem esquecer suas origens, participou ativamente das atividades do Centro Catarinense daquela cidade promovendo a cultura barriga-verde na capital federal.O Folclore e a Cultura eram suas paixões. Colecionador de cerâmica de Mestre Vitalino e amigo de personalidades como Luís da Câmara Cascudo, Maria Bethânia e D. Zoé Noronha de Chagas Freitas, fundou em sua residência, em 1963, em Santa Teresa (bairro do Rio de Janeiro), o Clube dos Amigos do Folclore.  Organizou, em 1964, o Festival Folclórico de Santa Teresa. Aposentou-se no Banco do Brasil no ano de 1972.
Em 1973 assumiu a função de membro do Conselho Municipal de Turismo de Itajaí quando implementou o projeto dos Festivais de Inverno na cidade. Coordenou os festivais até 1978. A série ininterrupta de dez festivais, no total, encerrou-se em 1982.
Em 1975, a convite do Governador Antônio Carlos Konder Reis, assumiu a Diretoria da Unidade de Assuntos Culturais da Secretaria de Educação e Cultura do Estado de Santa Catarina, permanecendo nesse cargo até o ano de 1979.  Coordenou o Festival de Música Erudita de Florianópolis em 1975. Participou do I Encontro Latino-Americano de Educação através da Arte no Rio de Janeiro em 1977. Coordenou os projetos de restauração da Casa dos Açores na localidade de São Miguel, município de Biguaçu, em 1979. Participou da II Conferência Geral dos Museus Brasileiros no Rio de Janeiro em 1982. Participou do XXV Congresso Mundial de Educação através das Artes no Rio de Janeiro em 1984.
Outras atividades em que se destacou: Diretor do Grupo de Estudos Folclóricos da Associação dos Funcionários do Banco do Brasil (AABB); Diretor Cultural da Federação de Capoeira do Estado do Rio de Janeiro. Subsistem ainda, como resultado de sua atuação e apoio, entidades itajaienses como: Casa da Cultura, Museu Histórico, Associação Coral Villa Lobos e Proarte de Itajaí.

### Produção intelectual
Artigos publicados no Anuário de Itajaí - Centro de Documentação e Memória Histórica da mantenedora Fundação Genésio Miranda Lins; artigos publicados como colunista do Jornal do Povo de Itajaí; artigos publicados como colaborador do Jornal de Itajaí.

### Títulos, condecorações e homenagens
Cidadão Honorário de Itajaí em 1982; Diploma de Amigo Número Um da Capoeira em Santa Catarina; Patrono do Troféu Berimbau de Prata da Federação de Pugilismo do Estado do Rio de Janeiro; Diploma de Benemérito do Grupo Rio Antigo de Capoeira; Patrono da cadeira de número 20 da Academia Itajaiense de Letras ocupada atualmente pelo Prof. e Mestre em História Edison d'Ávila; Patrono do Auditório da Casa da Cultura Dide Brandão, Itajaí-SC.